# Mercedes-Benz Medio
Mercedes-Benz Medio один з малих автобусів від Daimler AG з його дочерним підприємством EvoBus із сидіннями Kirchheim/Teck. Автобус був доступний у двох варіантах:
- Туристичний
- Приміський/Рейсовий

Mercedes-Benz Medio був вперше представлений на міжнародній виставці «IAA-Комерційні Авто» в 2000 році. Він був першим мікроавтобусом, розробленим дослідницьким центром EvoBus та мав 26 сидячих місць в туристичній версії й 40 в рейсовій. Автобус має довжину 7,60 м та допущену повну вагу 8,2 тони. Його колісна база складає 4250 мм.
Базою для Mercedes-Benz Medio стало шасі та агрегати від Mercedes-Benz Vario 8-оï серіï (BM670), але з комфортною задньою пневматичною підвіскою, двигуни встановлювали OM 904 LA різної потужності з 6-ти ступінчастою механічною коробкою перемикання передач. Розроблено автобус разом Mercedes-Benz з італійським кузовним ательє Tomassini, яке від початку 2000 року входить до складу EvoBus.
Medio замикає лінію семиметрових автобусів в концерні Mercedes-Benz. Він пропонує таке ж саме оснащення, яке є доступне в моделях Mercedes-Benz Tourismo та Mercedes-Benz Travego. Прямого спадкоємця не було розроблено, але зовнішньо на нього схожі Mercedes-Benz Teamstar з кузовом від Ернста Аувертера.